# HD97674
HD97674 — хімічно пекулярна зоря спектрального класу A1, що має видиму зоряну величину в смузі V приблизно  7,9.
Вона  розташована на відстані близько 1274,0 світлових років від Сонця.